# Yellow Flower
Yellow Flower es el sexto EP del grupo surcoreano Mamamoo. El EP fue publicado el 7 de marzo de 2018 por Rainbow Bridge World y distribuido por Kakao M. Contiene siete canciones e incluye el sencillo «Starry Night».

## Lista de canciones
| N.º | Título                                    | Letras                               | Música                                                                       | Duración |  |
| 1.  | «From Winter to Spring» (겨울에서 봄으로) | Solar                                | Solar                                                                        | 0:24     |  |
| 2.  | «Star Wind Flower Sun» (별 바람 꽃 태양)  | Solar, Moonbyul                      | Solar                                                                        | 3:43     |  |
| 3.  | «Starry Night» (별이 빛나는 밤)           | Kim Do-hoon, Park Woo-sang, Moonbyul | Kim Do-hoon, Park Woo-sang                                                   | 3:31     |  |
| 4.  | «Be Calm» (덤덤해지네)                    | Hwasa                                | Park Woo-sang, Hwasa                                                         | 3:28     |  |
| 5.  | «Rude Boy»                                | Cosmic Sound, Cosmic Girl, Moonbyul  | Cosmic Sound, Cosmic Girl                                                    | 3:10     |  |
| 6.  | «Spring Fever» (봄타)                     | Jowul, Moonbyul                      | Command Freaks, Mayu                                                         | 3:48     |  |
| 7.  | «Paint Me» (칠해줘)                       | Jowul                                | Mich Hansen, Peter Wallevik, Daniel Davidsen, Chelcee Grimes, Kara DioGuardi | 3:39     |  |